# Fixigenae

Głowa trylobita. Fixigenae oznaczone na niebiesko

Głowa trylobita. 1: pole przedoczne (area preocularis), 2: pole palpebralne (area palpebralis), 3: pole pozaoczne (area postocularis), 4: wyrostek tylno-boczny, 5: pierścień potyliczny, 6: glabella, 7: pole tylne (area posterior), 8: krawędź boczna, 9: pole librigenalne (area librigenalis), 10: pole preglabellrne (area preglabellaris)

Fixigenae (l.p. fixigena) – części głowy trylobitów.
Fixigenae to wolne części policzków przyrośnięte do glabelli i współtworzące z nim cranidium. W przeciwieństwie do librigenae, nie ulegały one oddzieleniu w trakcie wylinki zwierzęcia. Od wolnych części policzków, czyli librigenae odseparowane są za pomocą szwów twarzowych, a od glabelli za pomocą bruzd osiowych (ang. axial furrows). W przypadkach gdy glabella nie dochodzi do przedniego brzegu głowy fixigenae łączą się ze sobą na przedzie tworząc wspólne pole preglabellarne. Przebiegające przez fixigenae bruzdy mogą je dzielić na różne pola. W okolicach środków ich zewnętrznych krawędzi leżą wysklepione pola palpebralne, które przylegają do oczu.